# テティス獣類
テティス獣類（テティスじゅうるい、Tethytheria）は、アフリカ獣上目の哺乳類のうち、長鼻目、海牛目、束柱目を含むタクソンである。そのうち、束柱目は既に絶滅している。マッケナにより1975年に提唱された。テティテリア、テチス獣類、テチテリアなどとも呼ばれる。テティス獣類の「テティス」は初期のテティス獣類の化石が見つかった地域の昔の海域、「テチス海」（Tethys Ocean）に由来する。分類階級は基本与えないが、亜目の階級を与えることもある。

## 形態
初期の3つの目はとても類似していて、切歯の周りに歯隙が広がっていて、眼窩下孔が、眼窩腹側に移動している。

## 分類

### 上位分類
- 獣亜綱 Theria
  - 後獣下綱 Metatheria
  - 真獣下綱 Eutheria
    - 有胎盤類 Placentalia
      - 異節上目 Laurasiatheria
      - 北方真獣類 Boreoeutheria
      - アフリカ獣上目 Afrotheria
        - アフリカ食虫類 Afroinsectiphilia
        - 近蹄類 Paenungulata
          - ウラノテリア Uranotheria
            - 岩狸目 Hyracoidea
            - †重脚目 Embrithopoda
            - テティス獣類 Tethytheria

### 下位分類
- テティス獣類 Tethytheria
  - 長鼻目（ゾウ目） Proboscidea（現生3種）
    - ゾウ科

  - 海牛目（ジュゴン目） Sirenia（現生4種） 
    - ジュゴン科
    - マナティー科

  - †束柱目（デスモスチルス目） Desmostylia（絶滅種） 
    - デスモスチルス科
    - パレオパラドキシア科

## ギャラリー

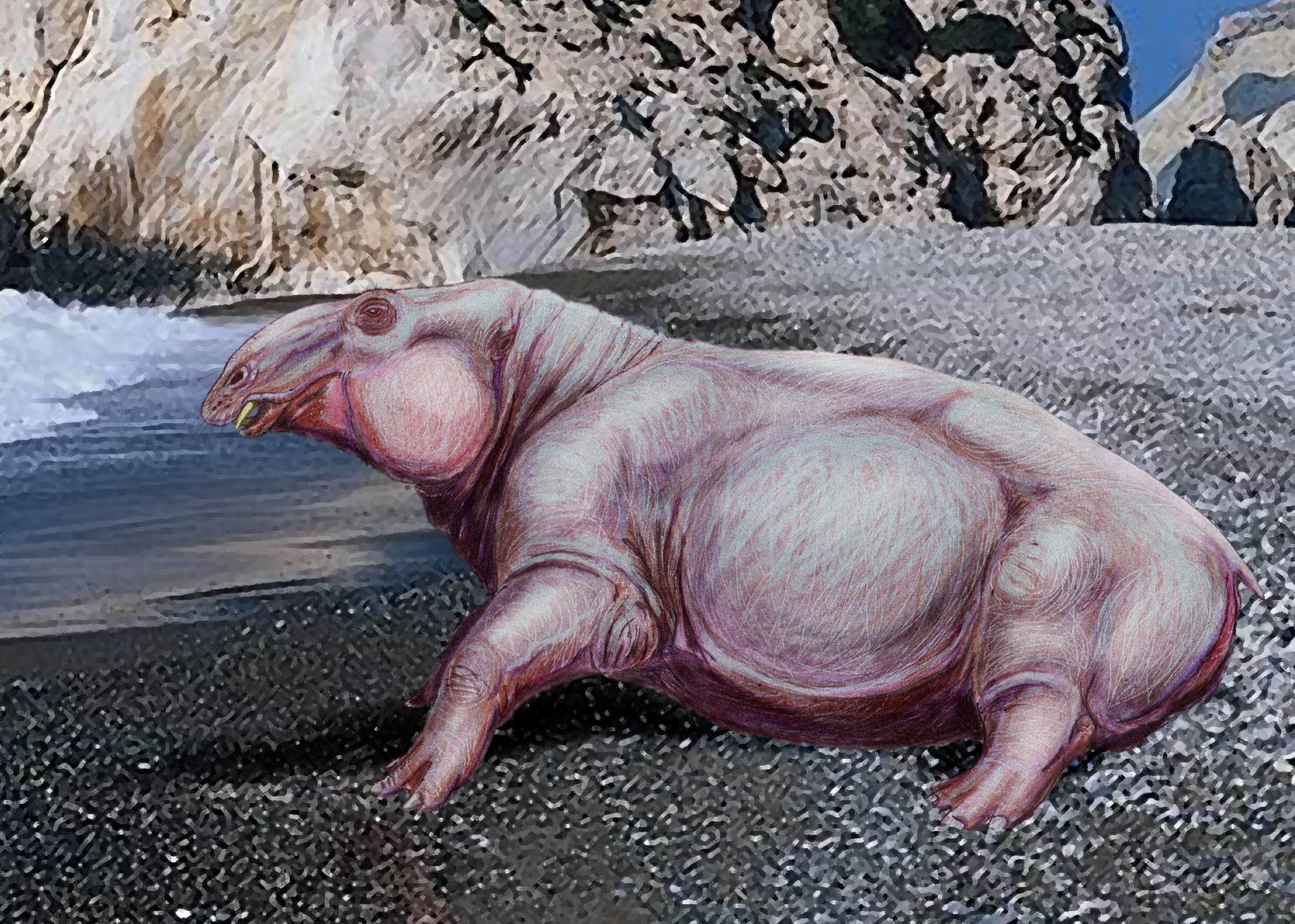
†デスモスチルス Desmostylus hesperus （中新世、束柱目）
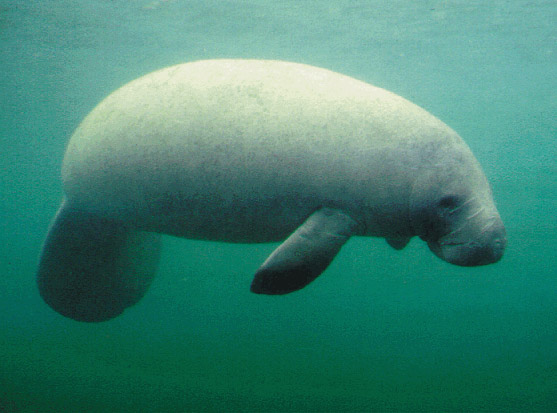
アメリカマナティー Trichechus manatus （現生、海牛目）
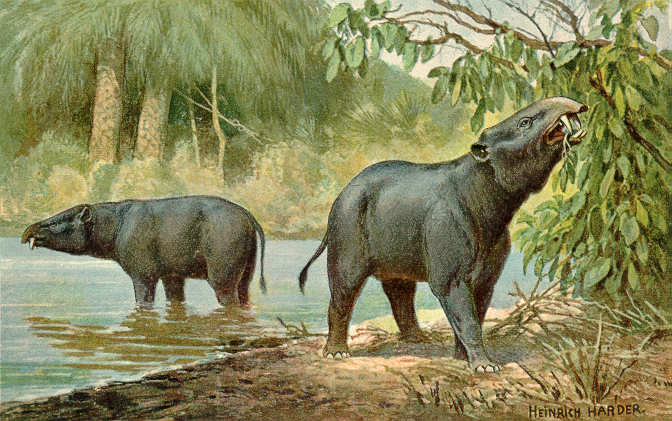
†モエリテリウム Moeritherium （始新世、長鼻目）
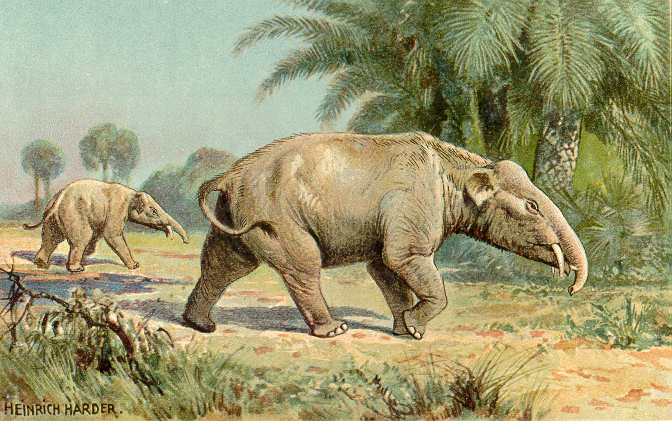
†パラエオマストドン Palaeomastodon （始新世-漸新世、長鼻目）
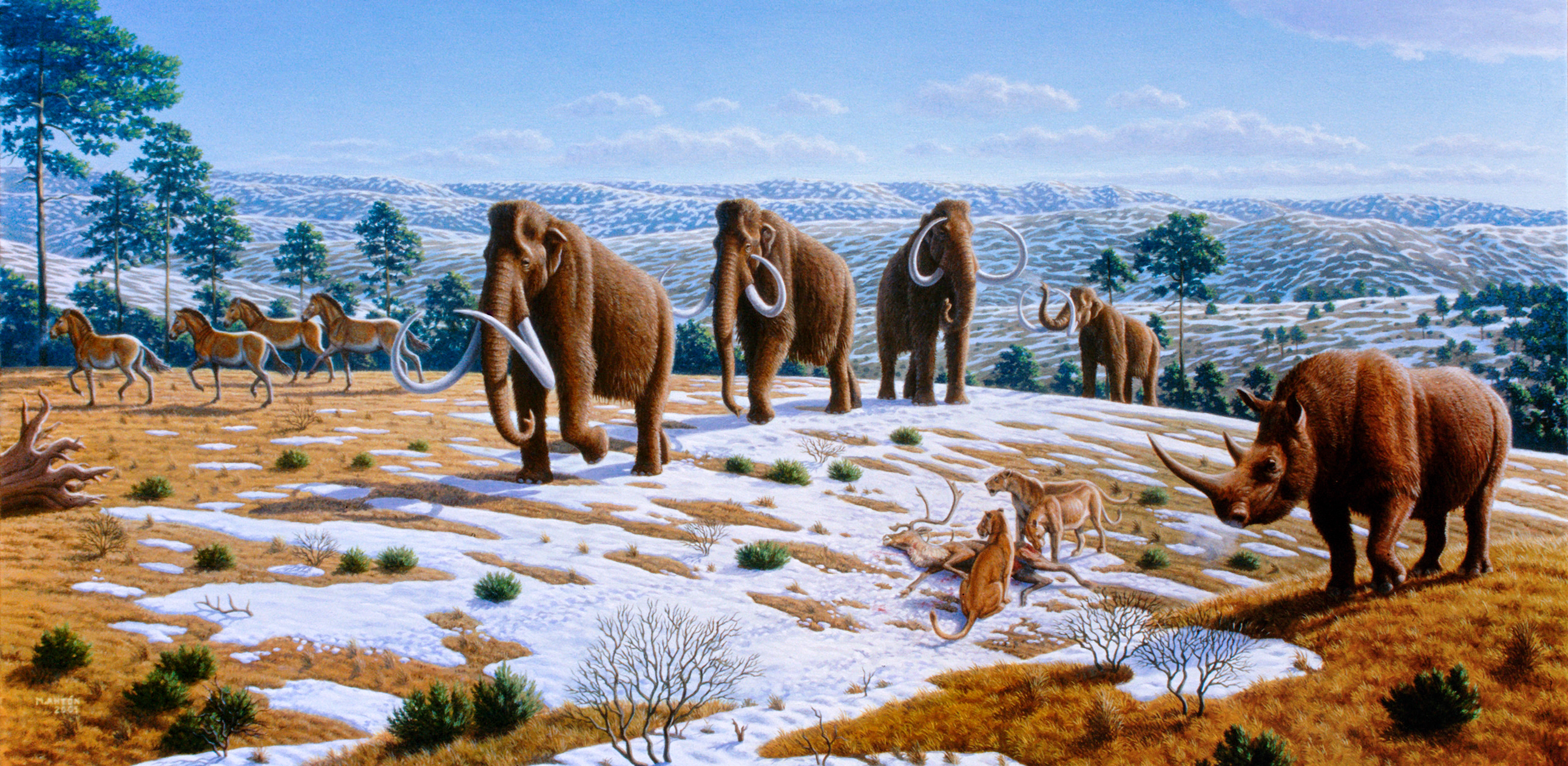
†ケナガマンモス Mammothus primigenius （更新世-完新世、長鼻目）
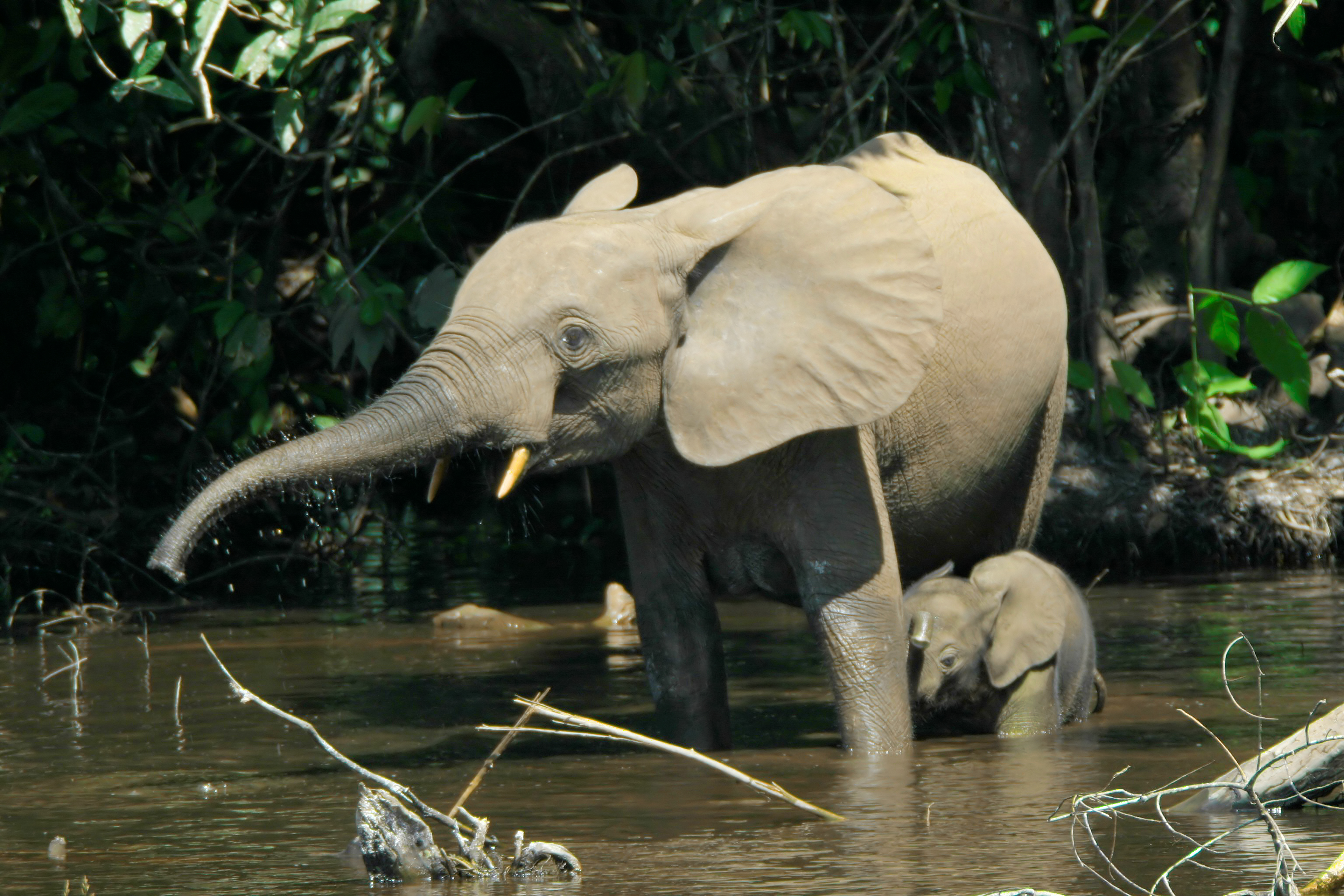
マルミミゾウ Loxodonta cyclotis （現生、長鼻目）